# Qi Xuefei

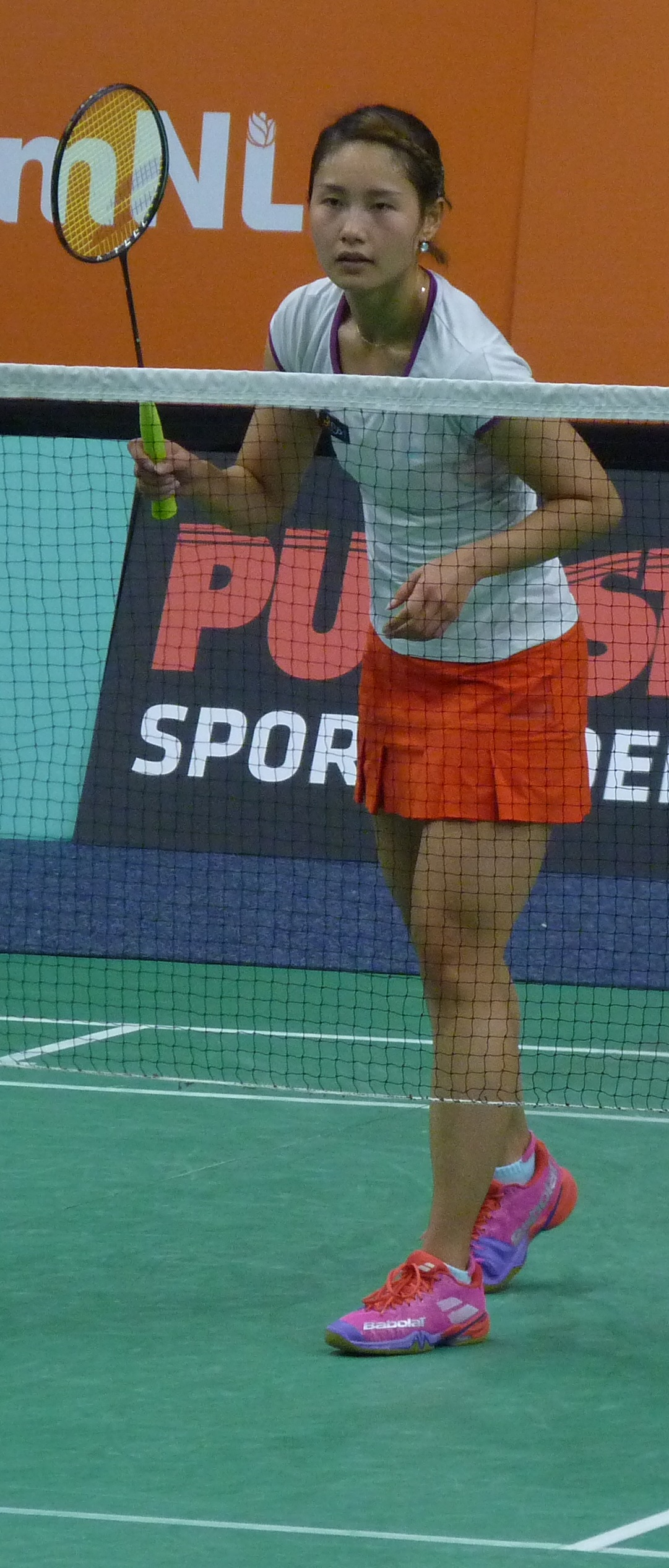
Qi Xuefei, 2018

Jessica Qi Xuefei (* 28. Februar 1992 in Nanjing) ist eine französische Badmintonspielerin chinesischer Herkunft.

## Karriere
Qi Xuefei siegte international erstmals bei den Latvia International 2017. 2018 war sie bei den Slovenia International und den Portugal International erfolgreich. 2020 wurde sie erstmals nationale Meisterin in Frankreich. 2021 qualifizierte sie sich für die Olympischen Sommerspiele des gleichen Jahres, schied dort jedoch in der Vorrunde aus.

## Sportliche Erfolge
| Saison    | Veranstaltung                                 | Disziplin | Platz | Name      |
| --------- | --------------------------------------------- | --------- | ----- | --------- |
| 2015/2016 | Französische Hochschulmeisterschaft 2015/2016 | WS        | 1     | Qi Xuefei |
| 2017      | Latvia International 2017                     | WS        | 1     | Qi Xuefei |
| 2018      | Dutch Open 2018                               | WS        | 2     | Qi Xuefei |
| 2018      | Portugal International 2018                   | WS        | 1     | Qi Xuefei |
| 2018      | Slovenia International 2018                   | WS        | 1     | Qi Xuefei |
| 2019      | Azerbaijan International 2019                 | WS        | 3     | Qi Xuefei |
| 2019      | Scottish Open                                 | WS        | 1     | Qi Xuefei |
| 2021      | All England 2021                              | WS        | 17    | Qi Xuefei |